# Hornické muzeum Krásno
Hornické muzeum Krásno se nalézá ve městě Krásno v okrese Sokolov v Karlovarském kraji. Muzeum je z větší části umístěno v areálu bývalého dolu Vilém, od roku 1995 památkově chráněného jako kulturní památka České republiky. Zabývá se historií hornictví na Sokolovsku a je pobočkou Muzea Sokolov.

## Hornictví na Sokolovsku
Hornická činnost na území dnešního okresu Sokolov má více než tisíciletou tradici. První věrohodnou zmínkou je zpráva arabského obchodníka cínem Ibrahima ibn Jákuba z roku 965. Existují i hmotné důkazy. Při archeologickém průzkumu sokolovského zámku byly v základech kruhové blatné tvrze, která se nacházela na místě dnešního zámku, nalezeny greiseny pocházející z hlubších partií Hubského pně v Krásně. Archeologové tyto základy zařadili do 2. poloviny 13. století. Podle mineralogických a chemických rozborů musely tyto materiály pocházet z hloubek minimálně okolo 80 – 100 metrů, což dokazuje existenci omezené, ale již hlubinné těžby. Povrchová těžba do těchto hloubek nepřipadá v předmětném období do úvahy. Stálost chemického složení zkoumaných vzorků pak dokazuje, že se nejedná o náhodné kusy, ale o materiál získaný ve větším množství z určité konkrétní části ložiska.
Hornictví na Sokolovsku prošlo dvěma hlavními etapami. Období od 10. století až do 19. století patřilo těžbě rud v oblasti Slavkovského lesa a Krušných hor, kterou poté vystřídalo nejdříve hlubinné a v polovině 19. století povrchové dobývání hnědého uhlí v Sokolovské pánvi.

### Rudní hornictví

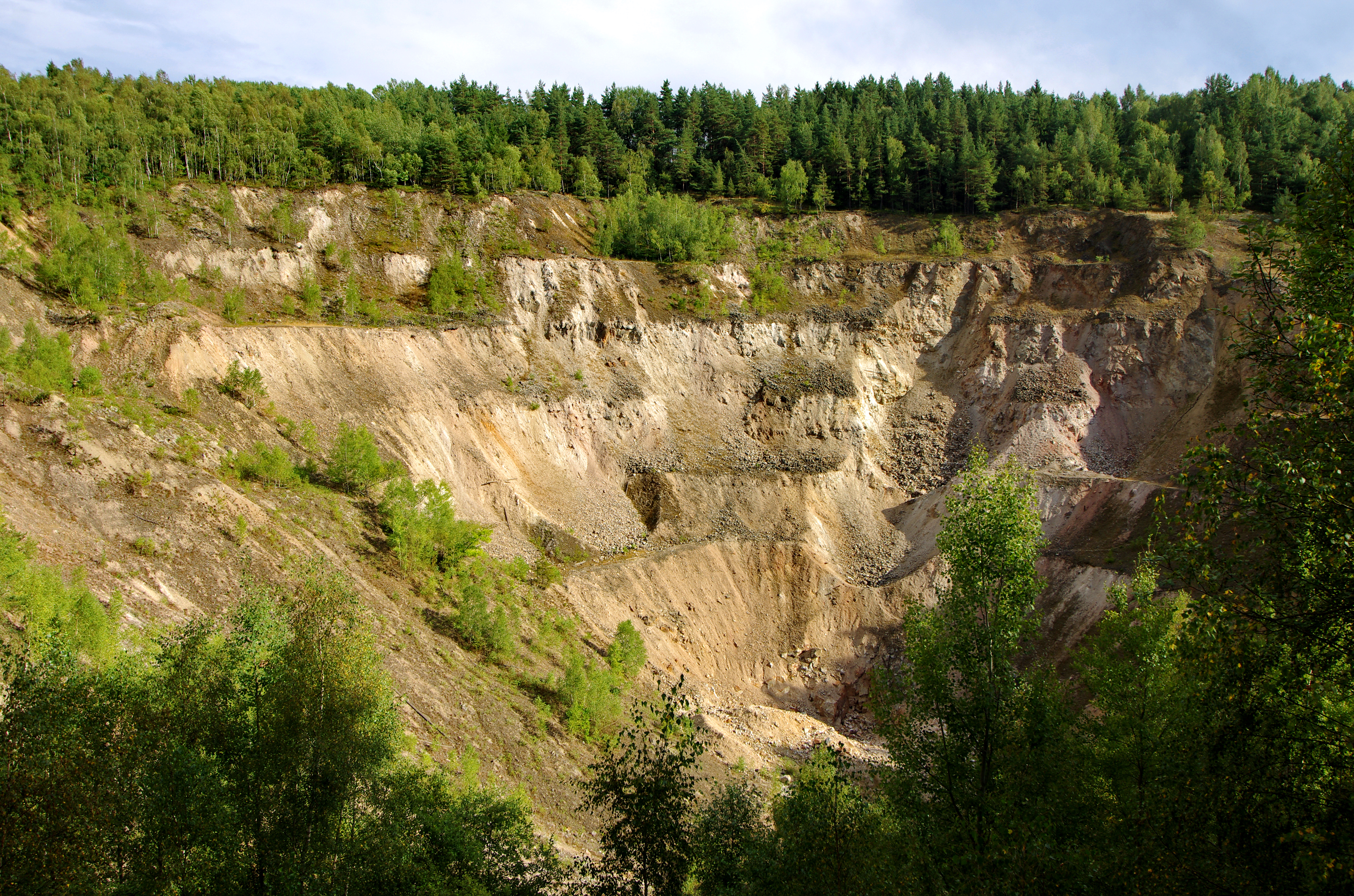
Pinka Hubského pně

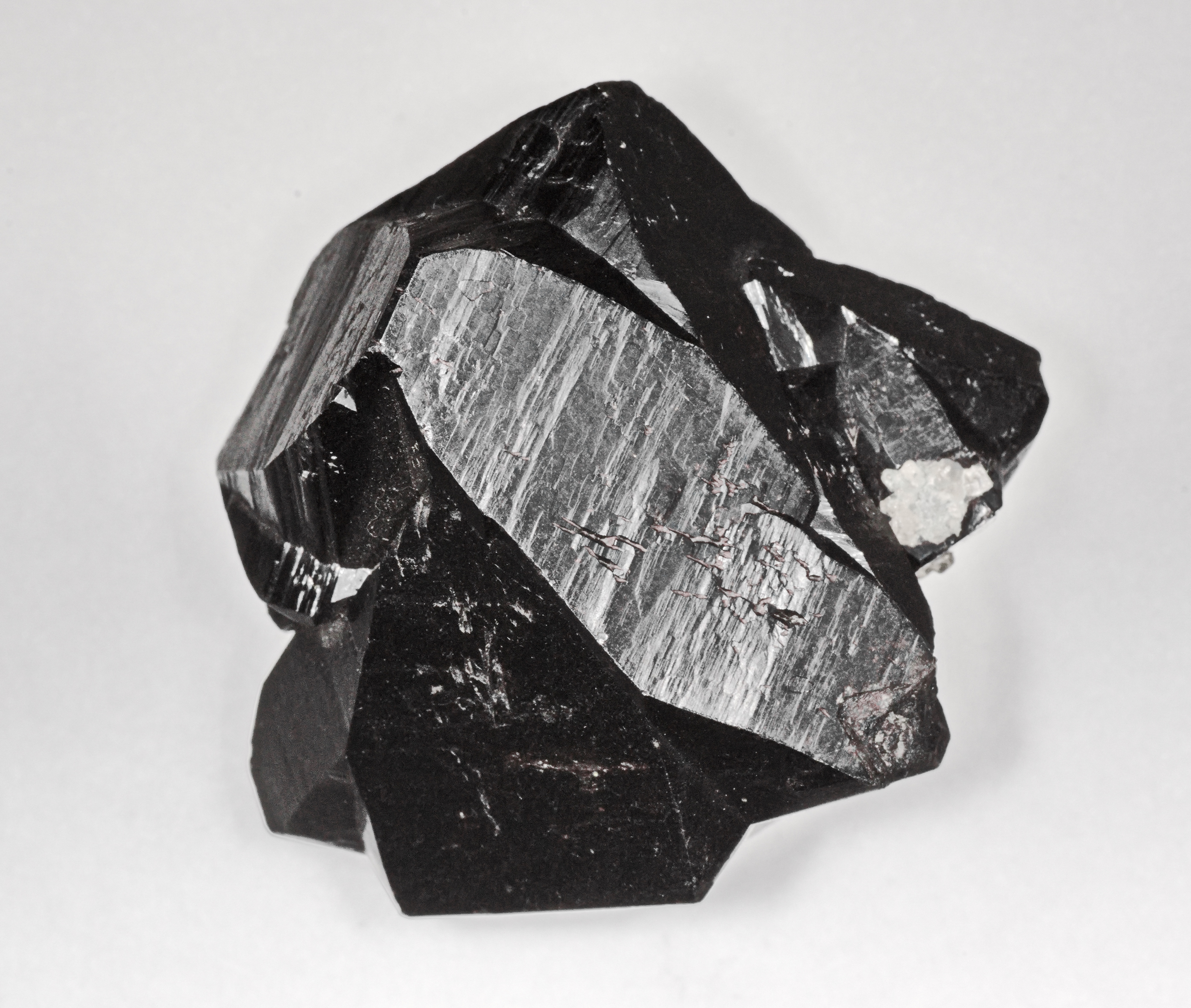
Kasiterit z Hubského pně

Rýžováním byl cín získáván jednoznačně již v 10. století a pravděpodobně i předtím. Rozvoj klasické hornické činnosti formou dobývání z primárních cínových ložisek začal ve větším rozsahu až v polovině 14. století.
O rozvoj hornické činnosti v oblasti Krásna a Horního Slavkova se zasloužili Pluhové z Rabštejna. První výsadu vážení cínu získalo Krásno roku 1355. Předpokládá se však, že první vlnu osídlení Horního Slavkova a Krásna způsobil nález stříbrných rud mezi Horním Slavkovem a obcí Kfely. Přitom Hubský peň byl nejspíše objeven při dobývání stříbrných rud. Toto tvrzení podporuje vydání dvou vrchnostenských báňských řádů, prvního pro stříbrné doly 18. října 1507 a teprve druhého pro doly cínové 26. prosince 1509. Vrchol hornické činnosti nastal v polovině 16. století. V 17. století nastal pozvolný úpadek dolování, který vyvrcholil třicetiletou válkou v letech 1618 až 1648. Po jejím ukončení se těžily cínové rudy ještě dále, ale těžba již nikdy nedosáhla takového významu a rozsahu jako v 16. století. Z té doby se dochovalo ve Slavkovském lese několik významných báňských památek, využívaných v období historické báňské činnosti při těžbě a zpracování cínové rudy. Mezi nejvýznamnější umělá vodní díla patří Puškařovská stoka vybudovaná v letech 1512 až 1514, zejména však mimořádné technické dílo Dlouhá stoka, dokončené v roce 1536 a od roku 2014 chráněné jako Národní kulturní památka. Součástí Dlouhé stoky jsou retenční rybníky s přibližným objemem vody 630 000 m3 vody, která umožňovala provozování báňských děl na hlavních cínových ložiskách ve Slavkovském lese.
Další památkou je zachovalý středověký hlubinný Důl Jeroným v zaniklém královském městě Čistá. Důl je od roku 2008 národní kulturní památkou.. Připomínkou zašlé slávy je i vstupní portál Pluhovy dědičné štola, která je technickou kulturní památkou.
Úpadek těžby stříbra a cínu nastal během 17. století a v 19. století těžba prakticky zanikla. K pokusům o obnovení hornické činnosti došlo na počátku 20. století. Nejdříve to bylo během první světové války, kdy přešly doly pod vojenskou správu a následně byly prováděny velkorysé přípravy na rozšíření provozu a vyhloubena nová jáma Vilém, dnes součást areálu Hornického muzea. Po skončení války však poptávka po cínu klesla a již v roce 1921 byly doly uzavřeny. Situace se opakovala na prahu druhé světové války. Po připojení oblasti k Německé říši v říjnu 1938 se opět objevily úvahy o obnovení těžby strategického cínu a wolframu. Proto báňské společnosti zahájily v roce 1940 za vydatné pomoci státních subvencí průzkumné práce s následnou těžbou. K úpravě vytěžené rudy sloužila od roku 1944 na svou dobu velmi moderní úpravna v areálu pozdějšího provozu dolu Stannum, kam byla vytěžená ruda dopravována lanovkou. Počátek novodobé historie celého ložiska Krásno je datován novou velkorysou otvírkou zahájenou v roce 1955. Otvírkové práce pokračovaly v průběhu 50. let a těžba byla zahájena v roce 1966. Do roku 1970 byla ruda ze Schnödova pně těžena na povrch jámou Vilém a do úpravny dopravována lanovkou, která později shořela. Od roku 1971 byla těžba pomocí přesýpacích komínů převedena na 4. patro Hubského pně a na povrch odtěžována přes novou hlavní jámu Huber. V letech 1971-1984 se zde budovala nová těžební a zpracovatelská kapacita závodu Stannum. Těžba byla velice nákladná a neobešla se bez velkých dotací, proto byl v roce 1991 ukončen provoz na dole Stannum a na všech jeho pomocných provozech.

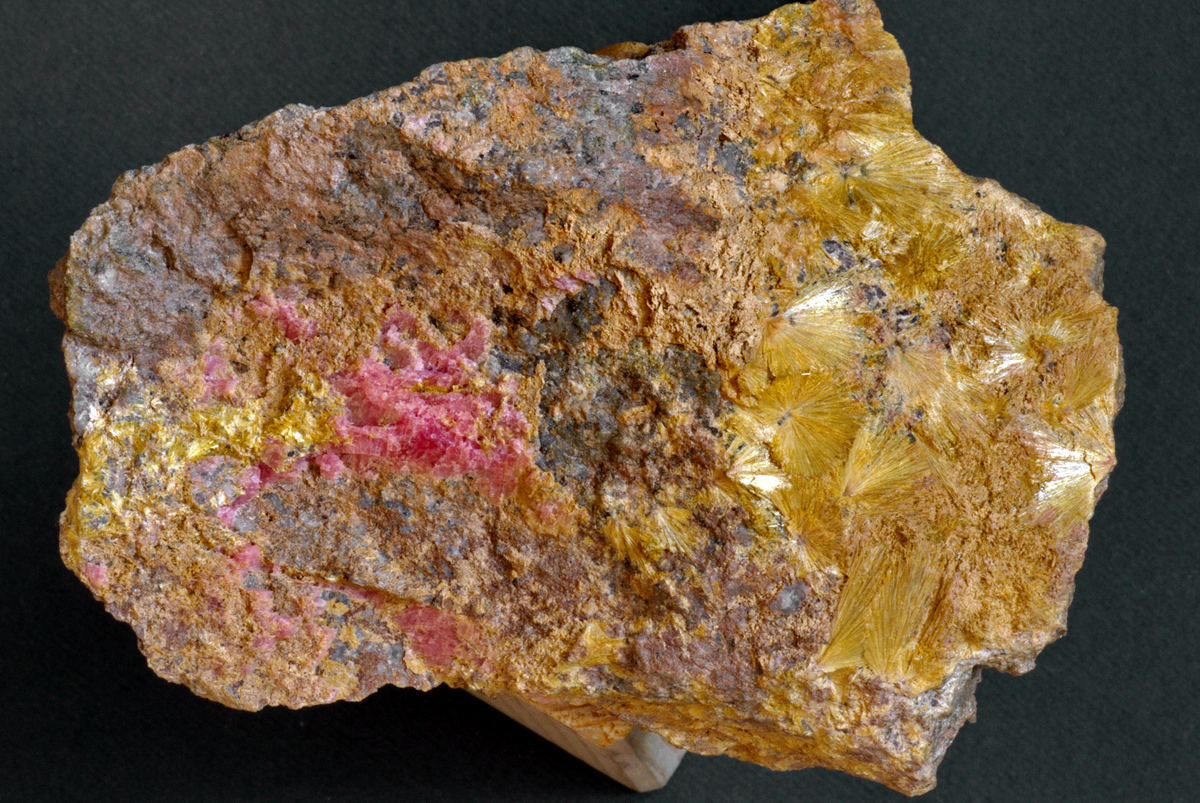
Karfolit z Dolu Vilém

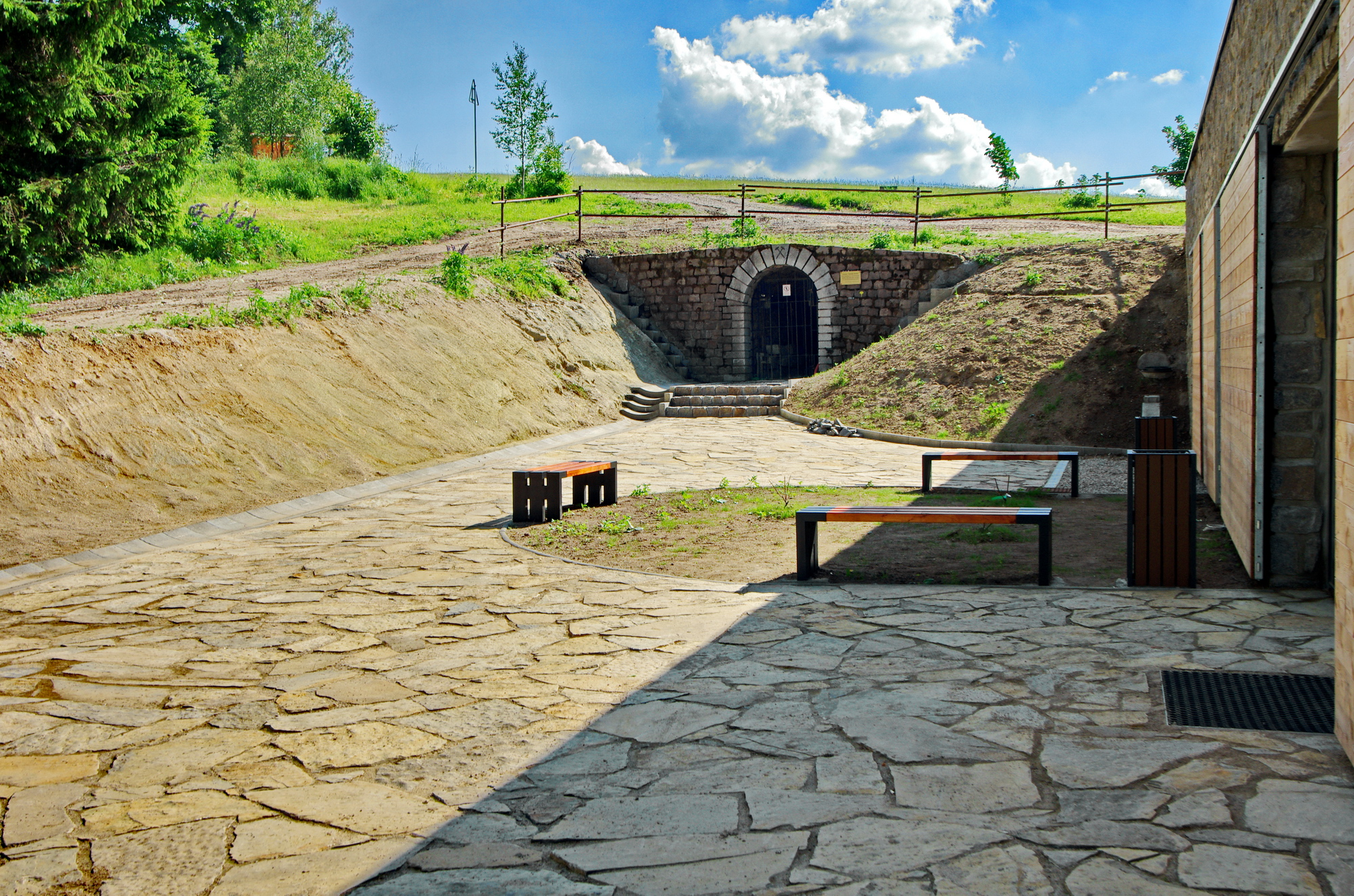
Důl Jeroným

Těžba rud se odehrávala na jiných místech dnešního okresu Sokolov. Na panství Hartenberg (Hřebeny) se dobývala olověná ruda. Největší rozvoj zde byl ve druhé polovině 15. století a v první polovině 16. století. Těžba dosáhla takového významu, že Šlikové udělili 1. června roku 1481 hornické osadě Krajková městská privilegia. Rovněž sousední Oloví získávalo postupně různé výsady a 25. července 1580 bylo povýšeno Rudolfem II. na svobodné horní město. Vrchol těžby olověných rud přilákal v 16. století mnoho horníků. Olovo bylo dováženo již od roku 1516 do Jáchymova, kde se používalo při tavbě a vycezování stříbra. Těžba pokračovala ještě v 18. a v 19. století, ale její význam již poklesnul. Dobývání rud probíhalo i v okolí Kraslic. První zmínka o dobývání měděných, cínových a olověných rud na Kraslicku pochází z roku 1412. V roce 1530 obdrželo město Kraslice privilegium k dobývání mědi, cínu, olova a jiných kovů. V roce 1541 byly Kraslice povýšeny na svobodné horní město Kraslice se dočkaly svého vrchnostenského horního řádu pro měděné doly teprve v roce 1601.
Dobývání cínu probíhala i v okolí města Přebuz. Dolování mělo s ohledem na množství odvalů značný rozsah. Na staré hornické mapě je zakresleno 45 těžených žil. Pro kontrolu báňského podnikání zřídili Šlikové roku 1556 v Přebuzi horní úřad. V době třicetileté války (1618–1648) docházelo k pozvolnému úpadku dolů. Oživení nastalo až koncem 17. století. Právě v období 1698 až 1760 dosáhla prosperita dolů největšího rozkvětu. V 19. století byly podnikány marné pokusy o obnovení těžby.
Hornická činnost menšího rozsahu, těžba železných rud, probíhala v okolí Rotavy a Šindelové. Železnorudné hornictví zde však nenabylo většího významu.
Krátkou dobu trvání měla těžba uranu v okolí Horního Slavkova. Těžba však vzhledem k malým zásobám byla pouze krátkodobou záležitostí, ovšem velmi intenzivní. O tom svědčí vyhloubení 21 těžních jam a desítek štol. Po ukončení těžby v první polovině 60. let dvacátého století zůstalo zejména v Horním Slavkově a jeho okolí velké množství hald a odvalů hlušiny. Těžba měla destruktivní vliv na krajinu, znamenala nepříznivý zásah do hydrogeologických poměrů, zanikly některé rybníky a potoky. Povrchové vody byly kontaminovány vyvěrajícími důlními vodami. Město Horní Slavkov patří mezi nejpoddolovanější města v Česku. Devadesát procent tohoto poddolování pochází z 50. let 20. století, tedy z doby těžby uranu.

### Uhelné hornictví
Uhelnému hornictví předcházelo dobývání kyzů, z nichž se vyráběla síra, skalice a kamenec. Zpracování probíhalo v minerálních závodech. Tyto minerální závody byly většinou vytápěny dřevem nebo dřevěným uhlím. Uhlí se tehdy ještě rozdělovalo na dřevěné, vyráběné v milířích a kamenné, dobývané ze země. Nejstarší zmínka o dobývání uhlí na Sokolovsku pochází z roku 1642. Propůjčka uhelného dolu u města Lokte je zaznamenaná v kronice Horního Slavkova. Horníci pracovali v létě na polích, v zimě dobývali voskové uhlí, a z něj vyráběli louče ke svícení. Když s postupem do větších hloubek již nezvládali pomocí vrátku vytahovat vodu z dolu, požádali o zapůjčení zkušeného horníka z Mostecka , aby jim poradil a pomohl. Nebylo jim však vyhověno, proto povolali hormistra rudných dolů. Ten vyhotovil 18. dubna roku 1788 mapu dolu a okolí, do které zakreslil první uhelnou dědičnou štolu v regionu a nazval ji Svatá Anna. Ta měla důl dostatečně odvodnit. S její ražbou se začalo v roce 1789 a svému účelu slouží dosud. V horní knize falknovského panství je zápis z 25. srpna 1760, v němž se povoluje správci minerálního závodu dobývání uhlí a minerálů u obce Královské Poříčí. Počet dolů vzrůstal zejména v Sokolově a jeho okolí. Přímo na území dnešního Sokolova se nacházely dva hlubinné doly Anna a Max. Poslední hlubinný důl v revíru, důl Marie v Královském Poříčí, ukončil těžbu v roce 1991. Dnes posledním těžařem na ložisku je společnost Sokolovská uhelná. Předpokládá se, že těžba uhlí na Sokolovsku zanikne kolem roku 2040.

## Expozice
Expozice muzea je umístěna v budově úpravny cínových rud z 19. století, v šachetních objektech dolu Vilém, který ukončil těžbu v roce 1991, a na volném prostranství u dolu. Objekt úpravny cínových rud sloužil v minulosti pro řadu účelů. Kromě úpravny v něm byla textilní továrna, tělocvična a jídelna rudných dolů. Vlastní důl Vilém ukončil těžbu v roce 1991. V objektu bývalé úpravny dominuje 54 tun vážící parní těžní stroj z roku 1897, převezený do areálu muzea v roce 1994 ze zlikvidovaného dolu Marie v Královském Poříčí. Těžní stroj vyrobila roku 1897 v Praze firma „Böhmisch Mährische Maschinen Fabrik“ (Českomoravské strojírny) s typovým označením 872 a v témže roce byl osazen a uveden do provozu. Jedná se o parní těžní stroj ležatý, dvojčitý, s nautilovým rozvodem páry poháněným vahadly. Stroj byl v plném provozním zatížení po celou dobu své instalace na dole, tedy po dobu 98 let. V roce 1997 uplynulo 100 let od jeho výroby. Kromě jedné větší opravy, která byla provedena v padesátých letech 20. století, nebyl po celou dobu svého provozu více opravován. Prakticky všechny součásti stroje, až na drobné výjimky, jsou původní a stále ještě schopné další funkce v plném rozsahu. Z provozu byl parní těžní stroj definitivně odstaven na přelomu let 1993 až 1994 a následně byly zahájeny demontážní a likvidační práce na celém těžebním komplexu a povrchovém areálu dolu Marie. Na základě dohody zúčastněné strany rozhodly o jeho přemístění do objektu muzea. Těžní stroj se stal součástí nově budované hornické expozice, která byla slavnostně zpřístupněna veřejnosti dne 5. září 1998 u příležitosti druhého setkání hornických měst a obcí České republiky.
V budově bývalé úpravy je expozice věnována rudnému hornictví, v patře na ochozu jsou ukázky místních minerálů. Část expozice přibližuje historii hornického města Krásno a postavu jeho asi nejznámějšího krásenského rodáka, výtvarníka Willybalda Russe.
Expozici nacházející se na druhé straně silnice je rozdělena do několika částí. V budově bývalých dílen je výstava věnovaná raně novověkému hornictví (období 16. století) názorně doplněná modely i důlní chodby. V celém areálu jsou pod širým nebem vystaveny důlní vozy a lokomotivy o rozchodu 900 mm používané v povrchových lomech a důlní vozíky o rozchodu 600 a 450 mm používané v dolech hlubinných. Expozice důlních vozíků pokračuje i v přízemí budovy těžní věže, kde je například vystaven vozík – toaleta. V budově bývalé trafostanice je umístěna galerie obrazů s hornickou tematikou. Součástí areálu je také funkční důlní dráha.
Již krátce po předání areálu dolu Vilém hornickému muzeu se uvažovalo o vybudování předváděcí úzkorozchodné dráhy na rozchod 600 mm, na které by mohli návštěvníci vidět, jak vypadala důlní doprava hlubinných dolů. Bohužel již nebylo možno získat potřebné kolejové mechanismy a vozíky ze zrušeného krásenského závodu Stannum, protože byly po zastavení provozu rozřezány do šrotu. Pomohlo však, že v devadesátých letech 20. století byla rušena řada hlubinných důlních provozů v Česku, odkud se podařilo potřebná vozidla získat. Z důlních provozů Rudných dolů Jeseník byly v roce 2000 dovezeny dvě motorové dieselové lokomotivy BND 30, vyrobené roku 1973 Turčianskými strojírnami Martin v závodě Hliník nad Hronom. Dále pak dva osobní vagony pro mužstvo typu DM 12, vyrobené v Mostárně Frýdek-Místek a několik jednotných důlních vozů typu JDV, vše určené do šrotu. Vozy na rozchodu 450 mm a potřebné kolejivo byly získány v roce 2004 z dolu Jan Šverma v Žacléři, rovněž určené do šrotu. Další důlní vozy byly získány ze zrušeného dolu Krimich v Tlučné u Plzně. Společně s dopravními prostředky o rozchodu 900 mm z vyuhlených sokolovských lomů Medard a Libík tak vznikla kolekce nejvýznamnějších úzkorozchodných lokomotiv a vozů, používaných v dolech po druhé světové válce. Mezi nejzajímavější exponáty patří parní lokomotiva typu ČKD 900BS200, elektrická lokomotiva ZVIL 17E3 a dieselová lokomotiva T29.043. Za úspěšnou záchranu vozidel rozchodu 900 mm byla sokolovskému muzeu v soutěži vyhlašované MK ČR a AMG udělena 2. cena za rok 2004 v národní soutěži muzeí Gloria musaealis.

## Historie muzea
- 1991 – Ukončil činnost důl Stannum a pomocné provozy v areálu dolu Stannum, část areálu byla poté privatizována a v souvislosti s tím došlo i k likvidaci mnoha cenných připomínek hornické historie. Díky úsilí Rudných dolů Příbram byla v případě areálu bývalého dolu Vilém zvolena cesta záchrany a uchování hornických tradic a pozemky s budovami převedeny na tehdejší Okresní muzeum Sokolov.
- 1994 – Do muzea byl přivezen první exponát – parní těžní stroj. Při jeho instalaci byly využity probíhající opravy a stroj byl do budovy dílen usazen chybějící střechou.
- 1998 – Hlavní budova muzea byla zpřístupněna veřejnosti
- 2003 – Ukončení provozu důlní železnice v sokolovském revíru a přesun lokomotiv a vagónů do Krásna.
- 2004 – Otevřena druhá část expozice z velké části věnovaná důlní dopravě
- 2007 – V budově bývalých dílen byla otevřena expozice raně novověkého hornictví s replikou štoly
- 2011 – V hlavní budově byla zpřístupněna modernizovaná expozice hnědouhelného a rudného hornictví a expozice města Krásno

## Galerie

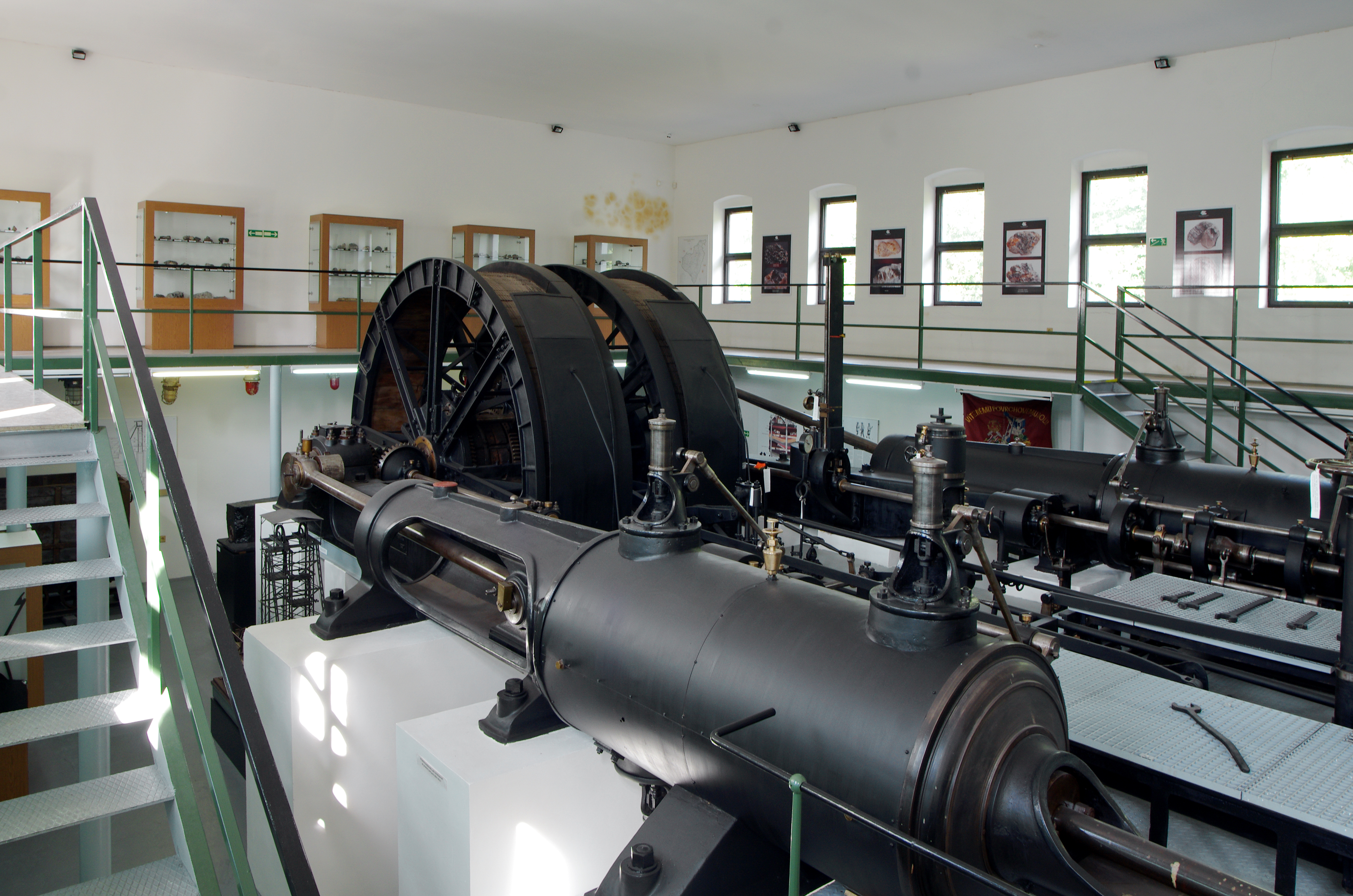
Parní těžní stroj
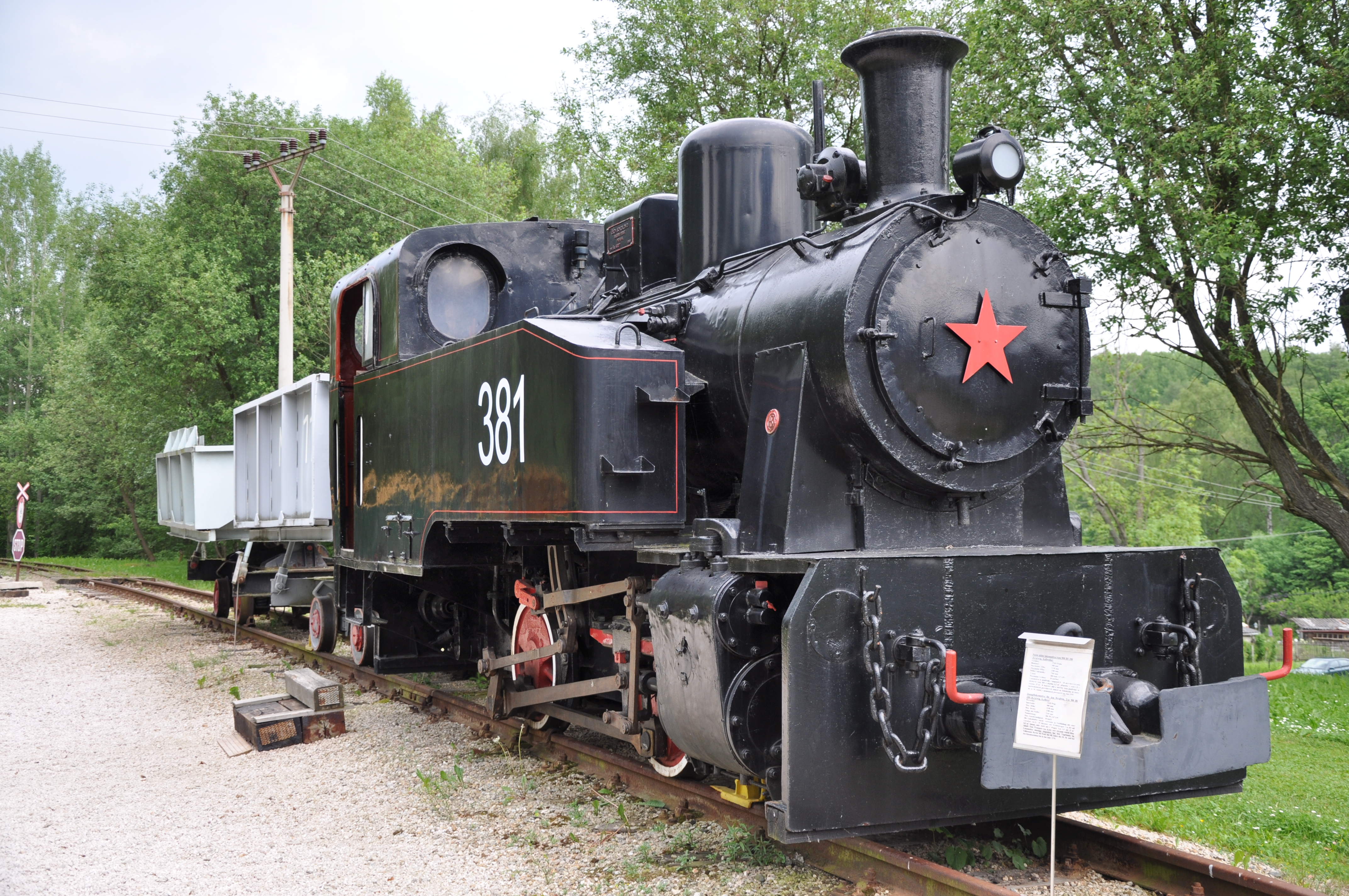
Parní lokomotiva 900 BS 200
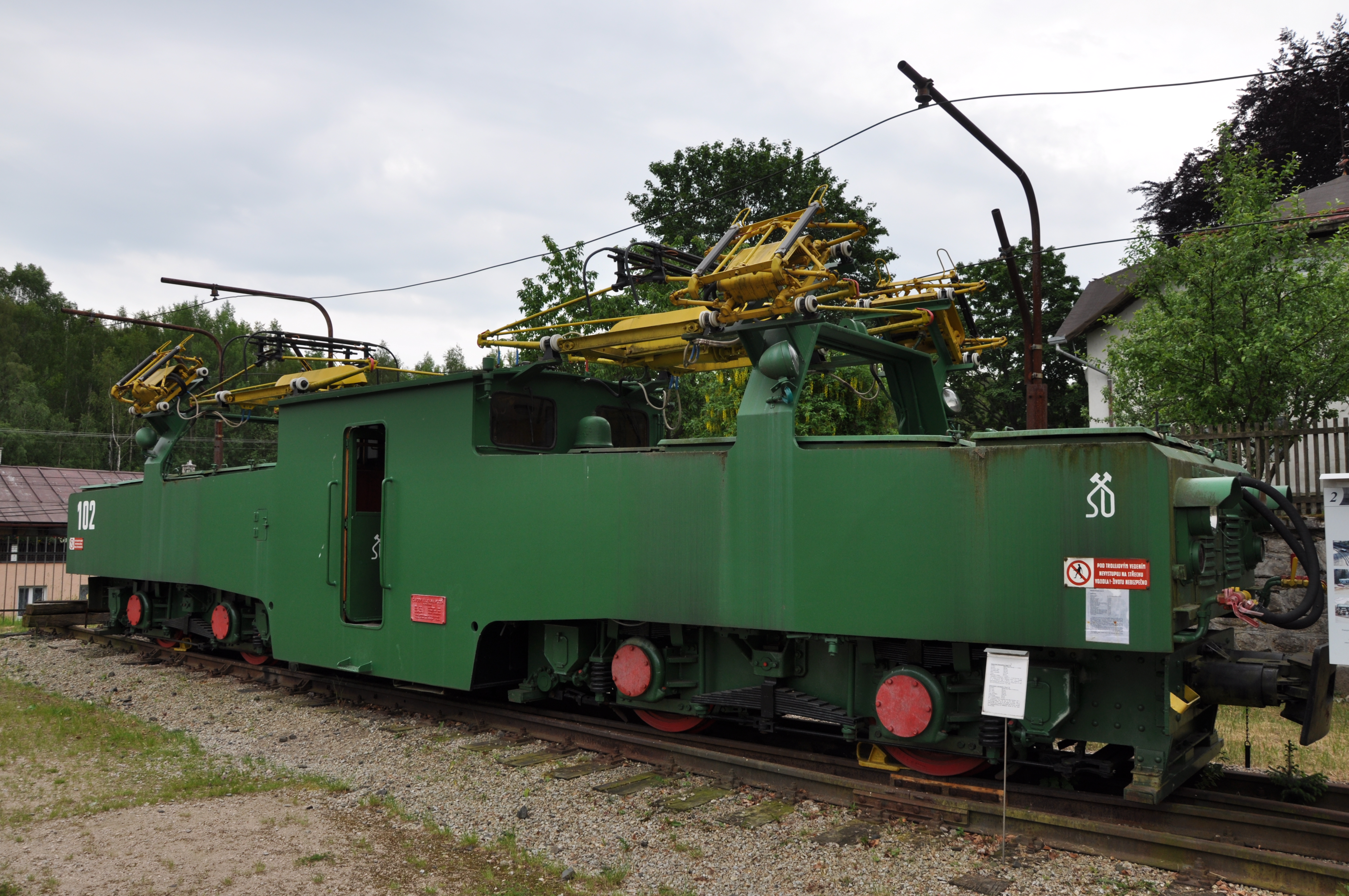
Elektrická lokomotiva 17 E
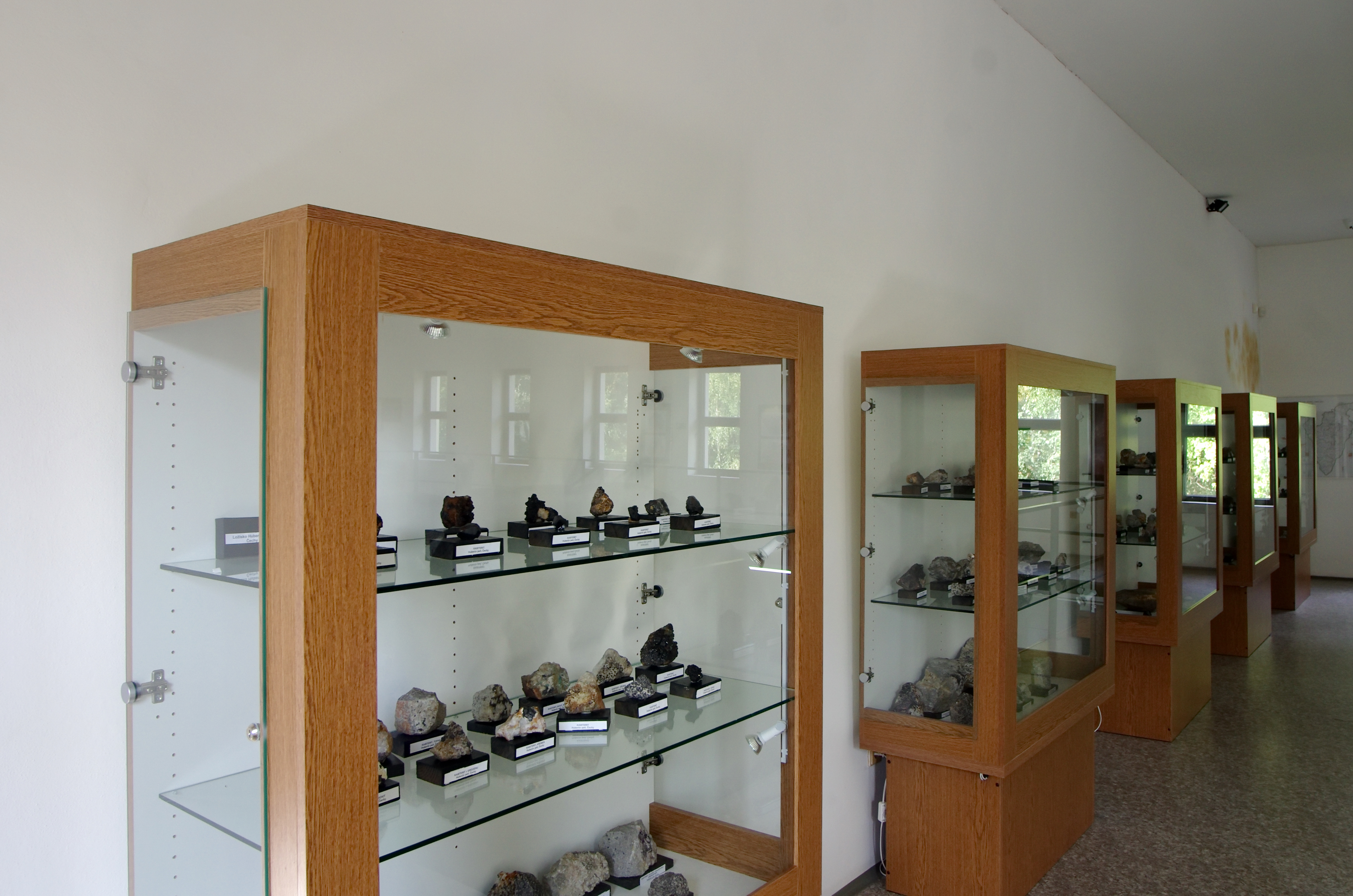
Mineralogická expozice
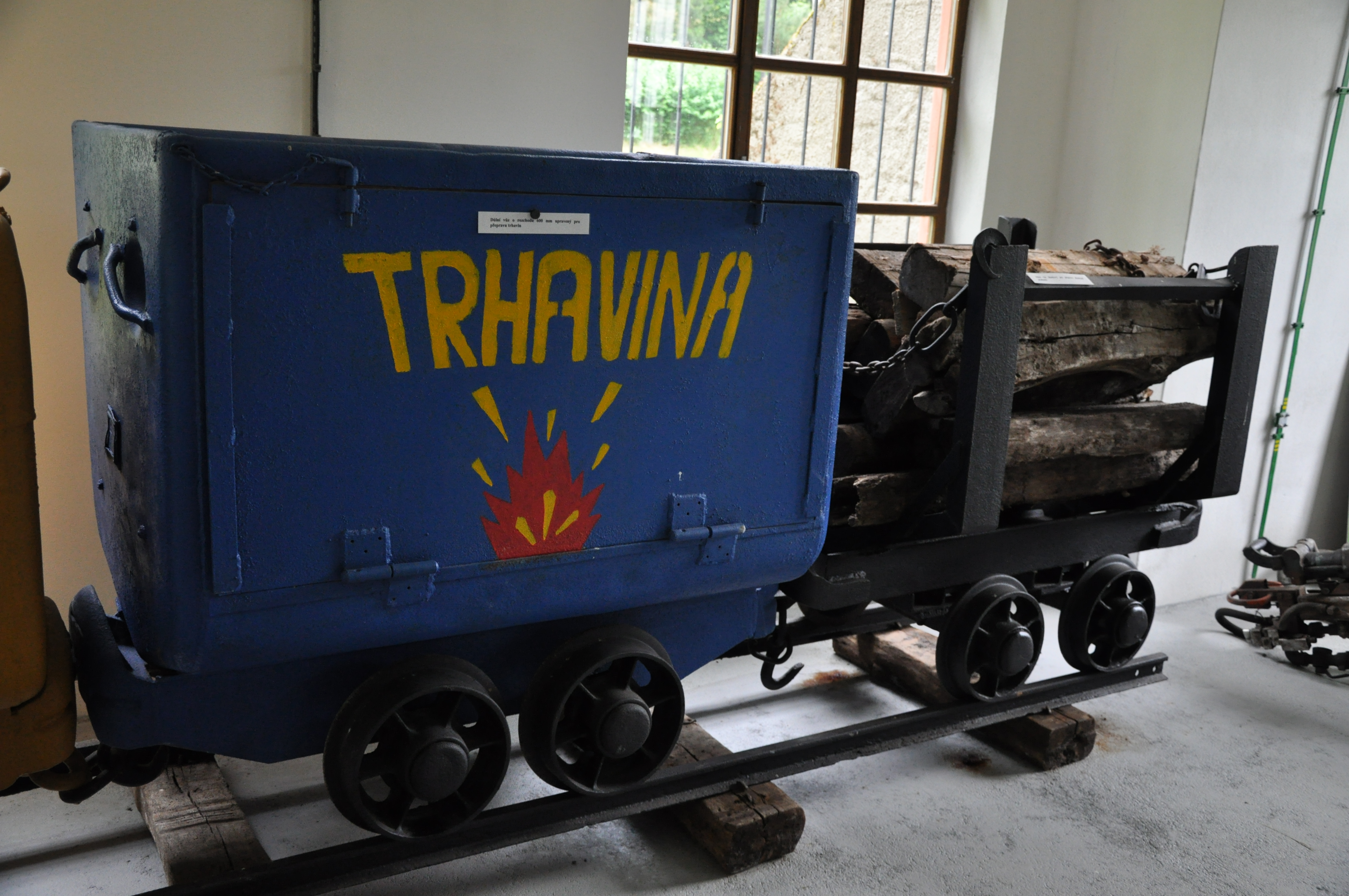
Důlní vozík na přepravu trhaviny
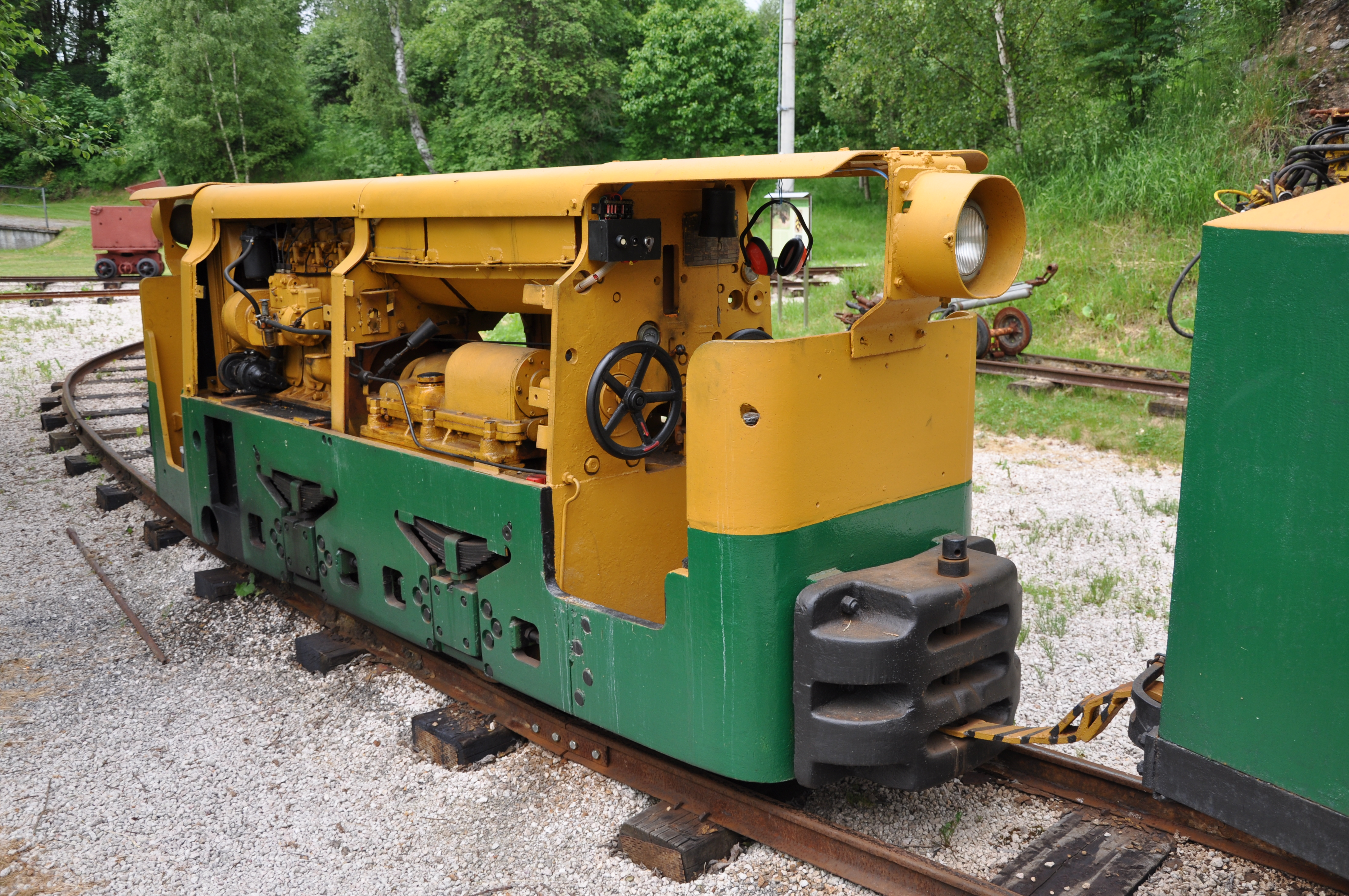
Důlní lokomotiva BND 30